# Copa da Liga Escocesa 1973–74
A Copa da Liga Escocesa de 1973-74 foi a 28º edição do segundo mais importante torneio eliminatório do futebol da Escócia. O campeão foi o Dundee F.C., que conquistou seu 3º título na história da competição ao vencer a final contra o Celtic F.C., pelo placar de 1 a 0.

## Premiação
| Copa da Liga Escocesa de 1973-74 |
| Escócia                          |
| -------------------------------- |
| Dundee F.C. Campeão (3º título)  |